# Liste der Nummer-eins-Hits in Finnland (2004)
Diese Liste enthält alle Nummer-eins-Hits in Finnland im Jahr 2004. Es gab in diesem Jahr 23 Nummer-eins-Singles und 20 Nummer-eins-Alben.
| Singles | Alben |
| --- | --- |
| - Black Night von verschiedenen Interpreten - 5 Wochen (13. Dezember 2003 – 16. Januar 2004) - @junkmail – Ei koskaan enää - 5 Wochen (17. Januar – 20. Februar) - CMX – Palvelemaan konetta - 1 Woche (21. Februar – 27. Februar) - Timo Rautiainen ja Trio Niskalaukaus – Hyvä ihminen - 1 Woche (28. Februar – 5. März) - Hanna Pakarinen – Love Is Like A Song - 3 Wochen (6. März – 26. März, insgesamt 4 Wochen) - Kotipelto – Reasons - 1 Woche (27. März – 2. April) - Hanna Pakarinen – Love Is Like A Song - 1 Woche (3. April – 9. April, insgesamt 4 Wochen) - Lordi – My Heaven Is Your Hell - 1 Woche (10. April – 16. April) - Antti Tuisku – En halua tietää - 2 Wochen (17. April – 30. April) - Nightwish – Nemo - 4 Wochen (1. Mai – 28. Mai, insgesamt 5 Wochen) - Negative – Frozen To Lose It All - 1 Woche (29. Mai – 4. Juni, insgesamt 2 Wochen) - Nightwish – Nemo - 1 Woche (5. Juni – 11. Juni, insgesamt 5 Wochen) - Tehosekoitin – Lupaan - 1 Woche (12. Juni – 18. Juni) - The 69 Eyes – The Lost Boys - 1 Woche (19. Juni – 25. Juni) - Apulanta – Pudota - 9 Wochen (26. Juni – 27. August) - Sonata Arctica – Don't Say A Word - 1 Woche (28. August – 3. September) - Children of Bodom – Trashed, Lost & Strungout - 4 Wochen (4. September – 1. Oktober, insgesamt 6 Wochen) - Nightwish – Wish I Had An Angel - 1 Woche (2. Oktober – 8. Oktober) - Negative – Frozen To Lose It All - 1 Woche (9. Oktober – 15. Oktober, insgesamt 2 Wochen) - Children of Bodom – Trashed, Lost & Strungout - 2 Wochen (16. Oktober – 29. Oktober, insgesamt 6 Wochen) - Negative – In My Heaven - 1 Woche (30. Oktober – 5. November) - Kwan – Unconditional Love - 1 Woche (6. November – 12. November) - Britney Spears – My Prerogative - 1 Woche (13. November – 19. November) - Bomfunk MC’s – Hypnotic - 2 Wochen (20. November – 3. Dezember) - Nightwish – Kuolema tekee taiteilijan - 1 Woche (4. Dezember – 10. Dezember) - Jane – Valvon - 1 Woche (11. Dezember – 17. Dezember, insgesamt 2 Wochen; siehe 2005) - Tarja – Yhden enkelin unelma - 3 Wochen (18. Dezember 2004 – 7. Januar 2005, insgesamt 4 Wochen; siehe 2005) | - Pikku G – Räjähdysvaara XXL - 3 Wochen (13. Dezember 2003 – 2. Januar 2004, insgesamt 10 Wochen; siehe 2003) - Vesa-Matti Loiri – Ystävän laulut - 1 Woche (3. Januar – 9. Januar, insgesamt 4 Wochen; siehe 2003) - No Doubt – The Singles 1992 – 2003 - 1 Woche (10. Januar – 16. Januar) - Idols von verschiedenen Interpreten - 6 Wochen (17. Januar – 27. Februar, insgesamt 7 Wochen) - Neljä Ruusua – Karelia Express - 1 Woche (28. Februar – 5. März) - Idols von verschiedenen Interpreten - 1 Woche (6. März – 12. März, insgesamt 7 Wochen) - Simon and Garfunkel – The Essential - 2 Wochen (13. März – 26. März) - Timo Rautiainen ja Trio Niskalaukaus – Kylmä tila - 2 Wochen (27. März – 9. April) - Guns N’ Roses – Greatest Hits - 4 Wochen (10. April – 7. Mai, insgesamt 5 Wochen) - Seminaarinmäen Mieslaulajat – Wunderbaum - 1 Woche (8. Mai – 14. Mai) - Guns N’ Roses – Greatest Hits - 1 Woche (15. Mai – 21. Mai, insgesamt 5 Wochen) - Antti Tuisku – Ensimmäinen - 3 Wochen (22. Mai – 11. Juni) - Nightwish – Once - 10 Wochen (12. Juni – 20. August) - Ismo Alanko – Minä ja pojat - 2 Wochen (21. August – 3. September) - Pikku G – Suora lähetys - 1 Woche (4. September – 10. September) - Negative – Sweet And Deceitful - 1 Woche (11. September – 17. September) - Jani Wickholm – Kaikki muuttuu - 2 Wochen (18. September – 1. Oktober) - Rammstein – Reise, Reise - 4 Wochen (2. Oktober – 29. Oktober) - The 69 Eyes – Devils - 1 Woche (30. Oktober – 5. November) - Eppu Normaali – Sadan vuoden päästäkin - 3 Wochen (6. November – 26. November) - U2 – How to Dismantle an Atomic Bomb - 2 Wochen (27. November – 10. Dezember) - Smurffit – Megaidolit Vol. 12 - 3 Wochen (11. Dezember – 31. Dezember) |